# 中华人民共和国最高人民法院第一国际商事法庭
中华人民共和国最高人民法院第一国际商事法庭，位于广东省深圳市，是中华人民共和国最高人民法院的常设审判机构。

## 沿革
2018年1月23日，中共中央总书记、国家主席、中央军委主席习近平主持召开中央全面深化改革领导小组会议，审议通过了《关于建立“一带一路”国际商事争端解决机制和机构的意见》。2018年6月，中共中央办公厅、国务院办公厅印发了该《意见》。《意见》提出，“最高人民法院设立国际商事法庭，牵头组建国际商事专家委员会，支持‘一带一路’国际商事纠纷通过调解、仲裁等方式解决，推动建立诉讼与调解、仲裁有效衔接的多元化纠纷解决机制，形成便利、快捷、低成本的‘一站式’争端解决中心，为‘一带一路’建设参与国当事人提供优质高效的法律服务。”“最高人民法院在广东省深圳市设立‘第一国际商事法庭’，在陕西省西安市设立‘第二国际商事法庭’，受理当事人之间的跨境商事纠纷案件。最高人民法院民事审判第四庭负责协调并指导两个国际商事法庭工作。”
2018年6月25日，最高人民法院审判委员会第1743次会议通过《最高人民法院关于设立国际商事法庭若干问题的规定》，2018年6月27日公布，自2018年7月1日起施行。根据该规定，国际商事法庭是最高人民法院设立的专门处理国际商事纠纷的常设审判机构，案件审理由三名或者三名以上法官组成合议庭进行。国际商事法庭实行一审终审制，作出的判决、裁定是发生法律效力的判决、裁定。
2018年6月29日，中华人民共和国最高人民法院第一国际商事法庭在位于广东省深圳市的中华人民共和国最高人民法院第一巡回法庭揭牌，最高人民法院党组副书记、副院长江必新，中共广东省委常委、广州市委书记王伟中出席并致辞。

## 管辖
《最高人民法院关于设立国际商事法庭若干问题的规定》：
第二条 国际商事法庭受理下列案件：
- （一）当事人依照民事诉讼法第三十四条的规定协议选择最高人民法院管辖且标的额为人民币3亿元以上的第一审国际商事案件；
- （二）高级人民法院对其所管辖的第一审国际商事案件，认为需要由最高人民法院审理并获准许的；
- （三）在全国有重大影响的第一审国际商事案件；
- （四）依照本规定第十四条申请仲裁保全、申请撤销或者执行国际商事仲裁裁决的；
- （五）最高人民法院认为应当由国际商事法庭审理的其他国际商事案件[1]。

第三条 具有下列情形之一的商事案件，可以认定为本规定所称的国际商事案件：
- （一）当事人一方或者双方是外国人、无国籍人、外国企业或者组织的；
- （二）当事人一方或者双方的经常居所地在中华人民共和国领域外的；
- （三）标的物在中华人民共和国领域外的；
- （四）产生、变更或者消灭商事关系的法律事实发生在中华人民共和国领域外的[1]。